# Saison 1987-1988 du Football Club de Sète
Chronologie
Saison précédente Saison suivante
La saison 1987-1988 du FC Sète est la dix-huitième saison du club héraultais en deuxième division du championnat de France et la cinquième consécutive. Après une saison moyenne, l'objectif du club est d'assurer son maintien à ce niveau au plus vite afin d'éviter les matchs couperets de fin de saison.
Dominique Bathenay, entraîneur de 34 ans, est à la tête du staff sétois avec pour mission d'obtenir le maintien le plus rapidement possible. Après une début de saison compliqué, le club héraultais se stabilise dans le ventre mou de son groupe, même s'il se fait quelques frayeur en fin de saison pour terminer finalement à la douzième place.
Les sétois participent également à la Coupe de France, où ils échouent en huitième de finale face au RC Lens.

## Compétitions

### Championnat
La saison 1987-1988 de Division 2 est la quarante-neuvième édition du championnat de France de football de deuxième division. La division est divisée en deux groupes au sein desquels s'oppose dix-huit clubs en une série de trente-quatre rencontres. Les deux meilleurs de chaque groupe sont promus en Division 1 alors que les deuxièmes et troisièmes s'affrontent lors de barrages à l'issue de la saison. Les trois derniers de chaque groupe sont relégués en Division 3. Le FC Sète participe à cette compétition pour la dix-huitième fois de son histoire et la cinquième fois consécutive.

### Coupe de France
La coupe de France 1987-1988 est la 71e édition de la coupe de France, une compétition à élimination directe mettant aux prises les clubs de football amateurs et professionnels à travers la France métropolitaine et les DOM-TOM. Elle est organisée par la FFF et ses ligues régionales.

### Matchs officiels de la saison
Le tableau ci-dessous retrace les rencontres officielles jouées par le Football Club de Sète durant la saison. Les buteurs sont accompagnés d'une indication sur la minute de jeu où est marqué le but et, pour certaines réalisations, sur sa nature (penalty ou contre son camp).
| Compétition     | Débute au tour | Place ou tour final | Matches joués | Gagnés | Nuls | Perdus | Buts pour | Buts contre | Différence |
| Division 2      | -              | 12e (Gr. A)         | 34            | 8      | 13   | 13     | 35        | 47          | -12        |
| Coupe de France | Inconnu        | 1/8e de finale      | 6             | 3      | 1    | 2      | 4         | 3           | +1         |
| Total           | -              | -                   | 40            | 11     | 14   | 15     | 39        | 50          | -11        |

## Joueurs et encadrement technique

### Encadrement technique

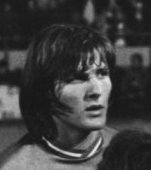
Dominique Bathenay, entraîneur du club.

Dominique Bathenay est l'entraineur du club lors de cette saison. Cet ancien milieu défensif de 34 ans a fait la gloire de l'AS Saint-Étienne et du Paris Saint-Germain dans les années 1970-1980 avant de venire terminer sa carrière de joueur au FC Sète. À l'issue de la saison 1986-1987, le club lui fait confiance en lui confiant les rênes de l'équipe première alors qu'il n'a jamais eu l'occasion d’entraîner une équipe professionnelle.

### Statistiques individuelles
| Joueur             | Total |
| Guy Mengual        | 17    |
| Claude Rioust      | 7     |
| Oumar Ben Salah    | 3     |
| Robert Sabatier    | 2     |
| Jean-Luc Vinuesa   | 2     |
| Frédéric Alcaraz   | 1     |
| Frédéric Goffin    | 1     |
| Thierry Tur        | 1     |
| Jean-Michel Papini | 1     |
| Bernard Rodriguez  | 1     |